# Микерин, Борис Александрович
Борис Александрович Микерин — советский хозяйственный и государственный деятель, Герой Социалистического Труда.

## Биография
Родился в 1936 году в Москве. Член КПСС.
В 1957—1996 — электромонтажник, бригадир электромонтажников монтажного управления № 75 треста «Спецэлектромонтаж» Министерства монтажных и специальных строительных работ СССР.
Указом Президиума Верховного Совета СССР от 12 августа 1976 года присвоено звание Героя Социалистического Труда с вручением ордена Ленина и золотой медали «Серп и Молот».
Делегат XXVII съезда КПСС.
Умер в 2016 году в Москве. Похоронен на Митинском кладбище.

## Награды и звания
- Герой Социалистического Труда (12.08.1976)
- Орден Ленина (12.08.1976)
- Орден Трудового Красного Знамени (11.12.1970)